# The Exceptions
The Exceptions (kurz:TEX) waren eine Demo-Crew der 16-Bit-Computerära.
Sie waren die Initialzündung für die Atari ST Demoszene. Mit den Demos README.PRG (1987), Little Sound Demo (LSD), Little Color Demo (LCD) und dem großen B.I.G. Demo (Best In Galaxy) zeigten sie erstmals das Potenzial der ST-Hardware, indem sie durch technische Tricks die Grenzen des Systems ausloteten. Für den Soundchip Yamaha YM-2149 SSG (Software-Controlled Sound Generator) kamen eigene Treiber zum Einsatz und durch Rasterzeilen-Interrupts konnte die gesamte Farbpalette des Computers gleichzeitig auf dem Bildschirm dargestellt werden. Obwohl der ST kein Hardware-Scrolling unterstützte, wurde sogenanntes Softscrolling durch selbst programmierte Routinen in den Demos eingesetzt. Scrolling bezeichnet das Verschieben des Bildschirminhaltes in verschiedene Richtungen, so wie es in Computerspielen häufig vorkommt. Später wurde TEX Teil der Allianz The Union und leistete einen Beitrag zum The Union Demo. Außerdem gab es noch das The Amiga Demo (1988), in dem auf Samples basierende Musikstücke, die ursprünglich auf der Amiga-Plattform produziert wurden, auf dem Atari ST abgespielt wurden. TEX leisteten auch einen Beitrag zum Demo Life is a bitch der englischen Demo-Crew The Lost Boys.
Einige Mitglieder fanden später in der Computerspiel-Branche ihren ersten Arbeitgeber. So entstand das Rollenspiel Dragonflight (1990) von Thalion Software fast ausschließlich durch die Zusammenarbeit ehemaliger TEX-Mitglieder. Besonders Jochen Hippel wurde zur Sound-Ikone für den Atari ST und wirkte an zahlreichen Spielen mit.
Mitglieder der Gruppe waren:
- Jochen Hippel, alias Mad Max (Musik)
- Erik Simon, alias ES (Grafik)
- Michael Raasch, alias Daryl (Programmierer)
- Gunter Bitz, alias 6719 (Programmierer), benannte sich nach der damaligen Postleitzahl seiner Heimatstadt Kirchheimbolanden
- Udo Fischer, alias -ME- (Programmierer)